# Grammoptera debilipes
Grammoptera debilipes là một loài bọ cánh cứng trong họ Cerambycidae.